# Ehrharta erecta
Ehrharta erecta är en gräsart som beskrevs av Jean-Baptiste de Lamarck. Ehrharta erecta ingår i släktet Ehrharta och familjen gräs.

## Underarter
Arten delas in i följande underarter:
- E. e. abyssinica
- E. e. natalensis

## Bildgalleri

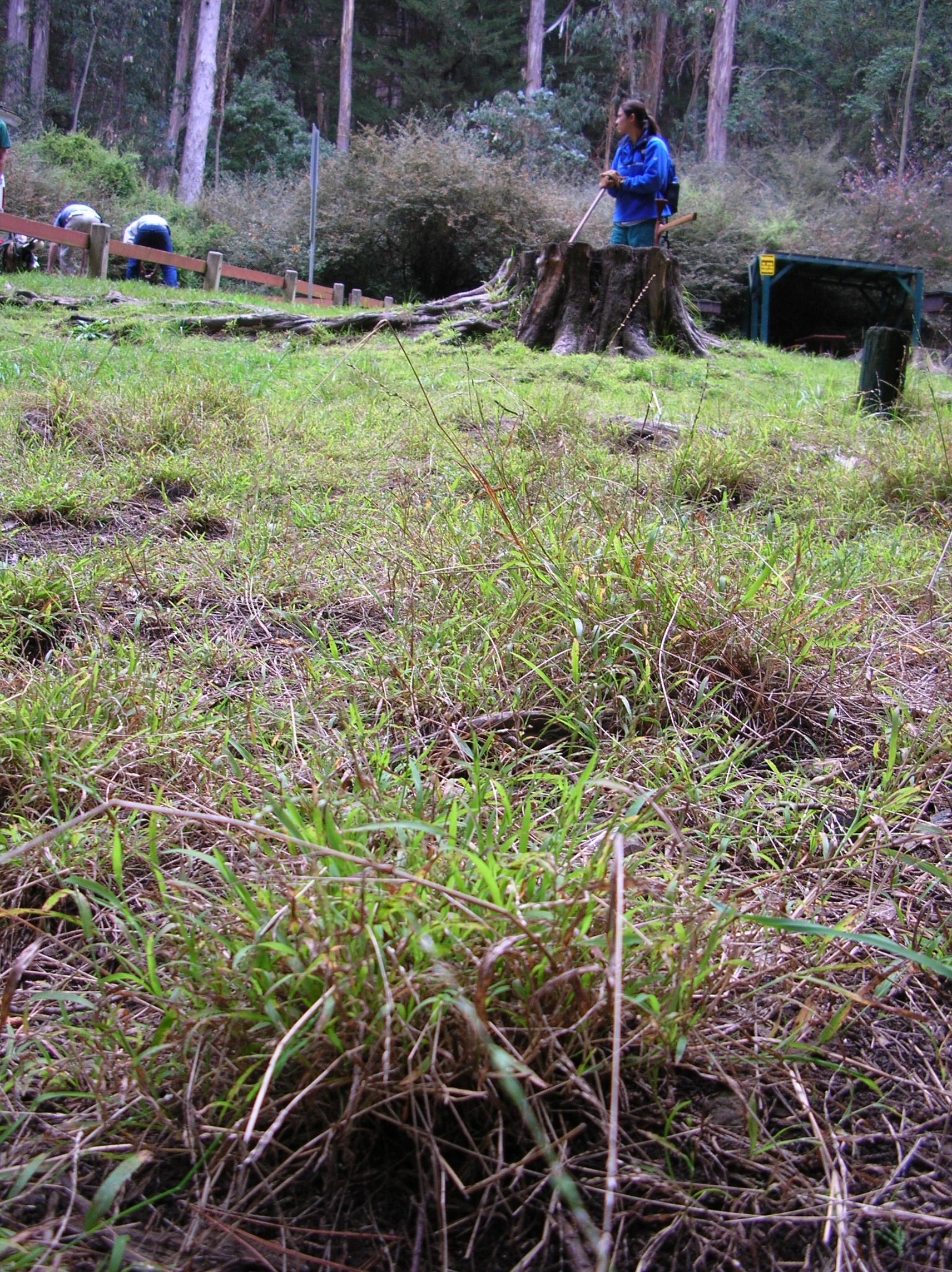
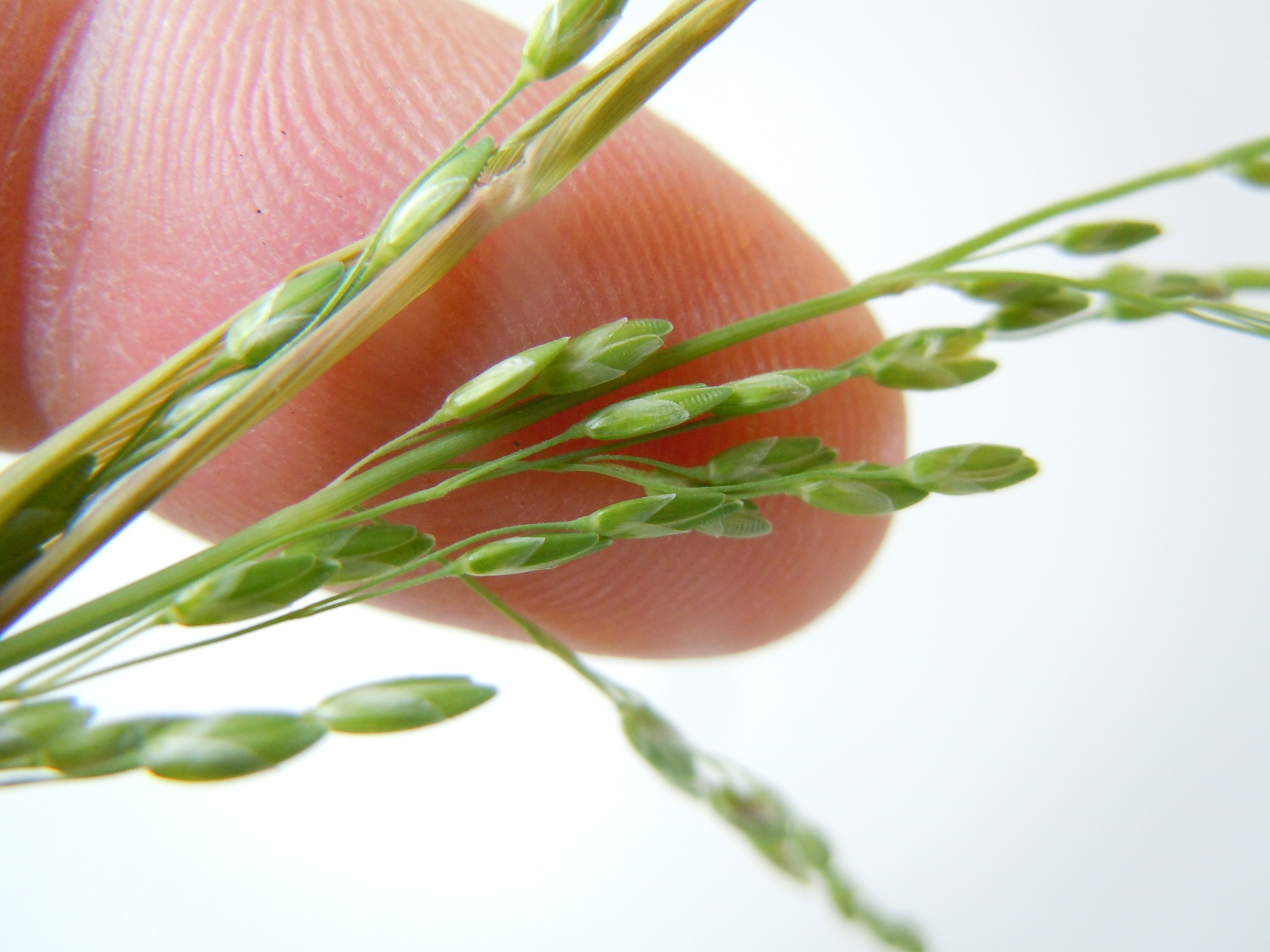
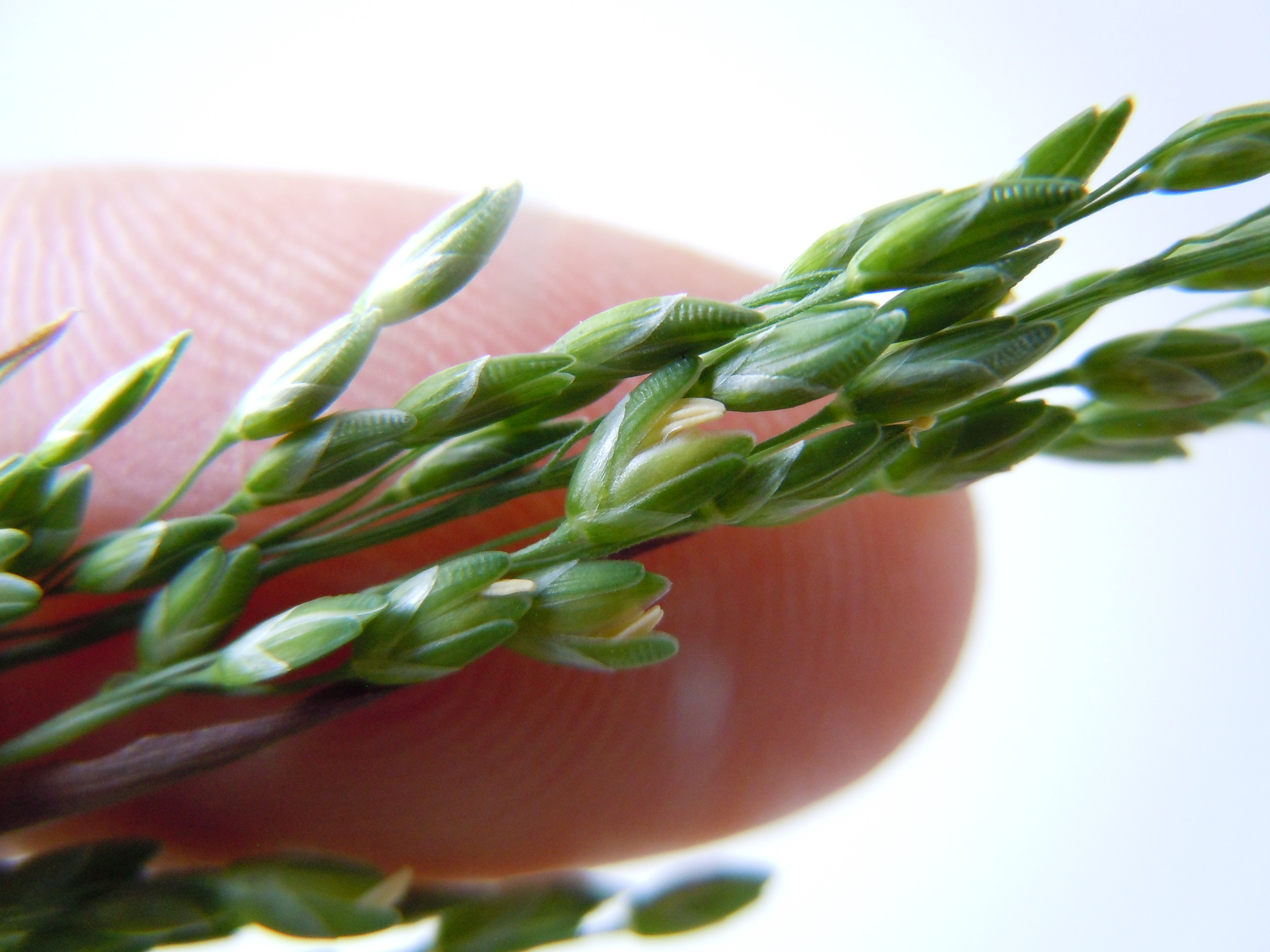
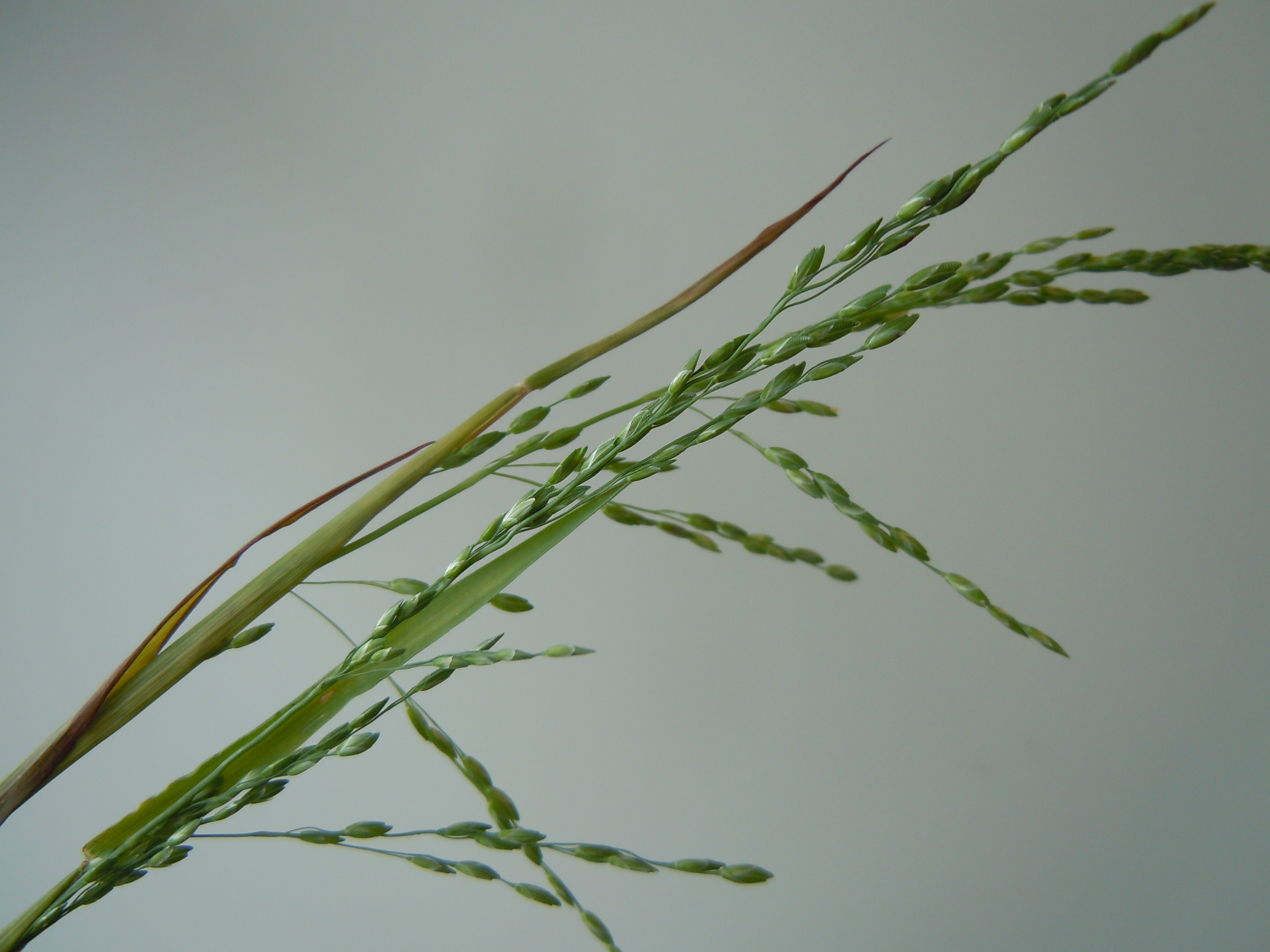